# Víctor Ruiz (Leichtathlet)
Víctor Ruiz Orden (* 24. Juni 1993 in Utiel) ist ein spanischer Leichtathlet, der sich auf den Hindernislauf spezialisiert hat.

## Sportliche Laufbahn
Erste Erfahrungen bei internationalen Meisterschaften sammelte Víctor Ruiz bei den Crosslauf-Europameisterschaften 2011 in Velenje, bei denen er nach 19:18 min den 81. Platz im U20-Rennen belegte. Bei den Crosslauf-Europameisterschaften 2017 in Šamorín gewann er dann in 18:26 min gemeinsam mit Solange Pereira, Esther Guerrero und Jesús Gómez die Bronzemedaille in der Mixed-Staffel hinter den Teams aus dem Vereinigten Königreich und Tschechien. Im Jahr darauf siegte er in 16:10 min gemeinsam mit Saúl Ordóñez, Esther Guerrero und Solange Pereira bei den Crosslauf-Europameisterschaften 2018 in Tilburg in der Mixed-Staffel. Bei den Crosslauf-Weltmeisterschaften 2019 in Aarhus belegte er in 27:47 min den sechsten Platz in der Mixed-Staffel und bei den Crosslauf-Europameisterschaften 2021 in Dublin wurde er nach 18:13 min Fünfter. Im Jahr darauf startete er über 3000 m Hindernis bei den Weltmeisterschaften in Eugene und schied dort mit 8:33,42 min im Vorlauf aus. Anschließend gelangte er bei den Europameisterschaften in München mit 8:37,24 min auf Rang 13. 2023 siegte er in 8:23,37 min bei den Trond Mohn Games und schied dann bei den Weltmeisterschaften in Budapest mit 8:20,54 min in der Vorrunde aus.

## Persönliche Bestzeiten
- 1500 Meter: 3:37,86 min, 16. Juni 2022 in Castellón de la Plana
  - 1500 Meter (Halle): 3:42,75 min, 6. Februar 2019 in Sabadell
- 2000 m Hindernis: 5:16,92 min, 14. Juni 2023 in Castellón (nationale Bestleistung)
- 3000 m Hindernis: 8:13,89 min, 9. Juni 2023 in Paris